# Церковь Покрова Пресвятой Богородицы (Темперлей)
Церковь Покрова Пресвятой Богородицы (исп. Iglesia Ortodoxa Rusa de la Virgen del Amparo) — церковь Южно-Американской епархии Русской православной церкви заграницей, расположенная в городе Темперлей, пригороде Буэнос-Айреса.

## История

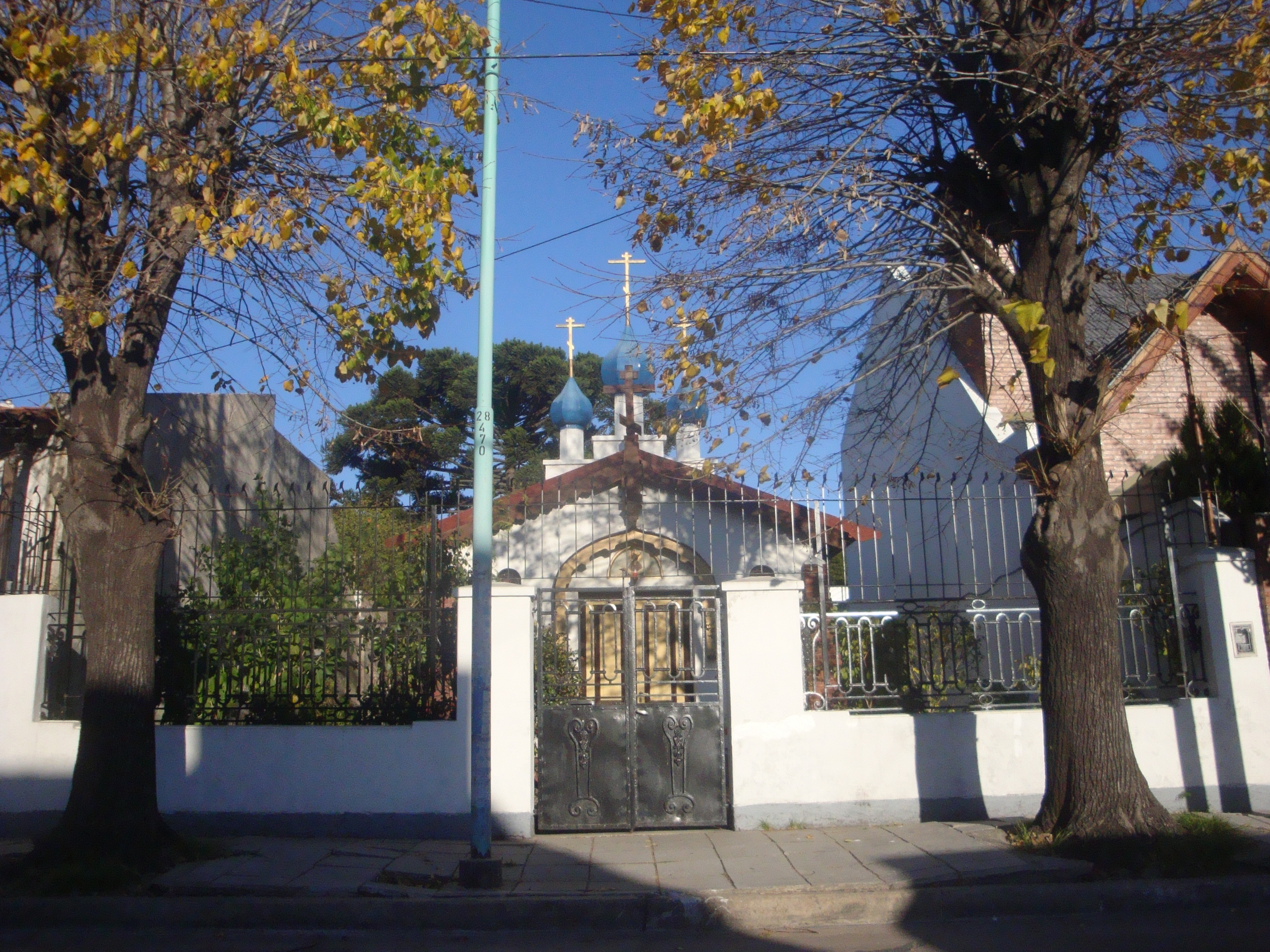

После Второй мировой войны, в Аргентину прибыло большое количество количество русских беженцев.
1 декабря 1948 года игумен Никодим совершил в своей комнате первое богослужение, на котором присутствовало несколько человек православных, живших в Эсейсе и в Баррио № 1. В конце января 1949 года к ним присоединилось несколько семей из Лаважоля, узнавших о совершаемых в Монте Гранде богослужениях. Вскоре весть об этом распространилась на ряд поселков юга Гран Буэнос-Айреса, где жили русские люди, и к марту того же года богослужения по воскресным дням стало посещать до 15 человек. Комната игумена Никодима стала тесной, и Е. Н. Четверикова предоставила для церкви свою студию. Там, приблизительно в мае 1949 года, под председательством игумена Никодима состоялось собрание молящихся, которое решило основать приход в честь Покрова Пресвятой Богородицы и выбрало старостой Е. С. Кулиша и церковно-приходской совет в составе: Л. И. Вельбицкого, С. Г. Кришпиновича, Е. Н. Четвериковой и Д. Б. Тизенгаузена.
В июне 1949 года, в связи с отъездом Е. Н. Четвериковой в г. Барилоче, церковь перешла в Темперлей в дом семьи С. В. Кржижановского.
В июле 1950 года, игумен Никодим по состоянию здоровья был переведён в Барилоче, и настоятелем прихода был назначен протоиерей Николай Черкашин. Он пробыл настоятелем около полугода, и вскоре после праздника Богоявления в 1951 году на его место был назначен настоятелем протоиерей Николай Колчев, приехавший из Шанхая и привезший с собой из окормлявшейся им церкви церковную утварь, иконы, богослужебные книги и ноты.
В связи с отъездом семьи С. В. Кржижановского в провинцию, церковь перешла в посёлок Луис Гижон в дом семьи Б. А. Иванова, поблизости от которого поселился протоиерей Николай Колчев со своей семьёй. Богослужения совершались регулярно. Старший сын протоиерея Николая, С. Н. Колчев, опытный регент и псаломщик, организовал церковный хор, в первое время больше чем наполовину состоявший из детей и внуков протоиерея Николая.
Поэтому уже с середины 1951 года возник вопрос о необходимости создания собственного храма, приблизив его, по возможности, к центральному пункту южной части Гран Буэнос-Айреса.
31-го августа 1951 года, в связи с освобождением Е. С. Кулиша от обязанностей церковного старосты, церковно-приходской совет избрал на эту должность М. П. Ракитина.
В 1951 году С. Н. Колчевым была организована церковно-приходская школа.
В середине 1952 года церковь была переведена в Темперлей в Дом Русских Военных Инвалидов, обладавший внутренним двором, способным вместить более 50 молящихся. Благодаря переезду в более оживлённое и доступное место посещаемость богослужений почти утроилась, членов прихода с 30 стало около 70 человек.
Участок земли для постройки своего храма, несмотря на возражения некоторых прихожан и даже членов церковно-приходского совета, был приобретён там же в Темперлее на улице Анчорена, в 7-ми кварталах от железнодорожной станции. Для постройки своего храма, со всеми связанными с этим вопросами, был создан строительный комитет, утверждённый Архиепископом Иоасафом (Скородумовым). После приобретения земли резко увеличился и приток денежных средств.
17/30 августа 1953 года архиепископ Иоасаф в сослужении духовенства при стечении большого количества мирян совершил закладку храма. На месте предстоящей установки Престола была заложена грамота в засмоленной бутылке, установлен крест над освященным камнем.
С сентября 1953 года, начались строительные рабочие дни. Почти каждую субботу и воскресенье, за исключением праздников, приходившихся в эти дни, до и после богослужения некоторые прихожане и гости-строители собственными руками безвозмездно. Почти всегда, вплоть до своего отъезда в США, на работах присутствовал и сам трудился по мере сил настоятель протоиерей Николай Колчев.
20-го октября 1957 года в приходе начал свою деятельность Свято-Владимирский кружок молодёжи.
В ноябре 1958 года главным образом стараниями А. П. Воронина организованным хором и струнным оркестром из прихожан и приглашёнными солистами, был устроен большой и интересный концерт, который посетило около 500 человек. Концерт был принят публикой очень хорошо и принес около 5000 песо чистой прибыли, которая, по желанию настоятеля протоиерея Сергия Иванова, была поделена между строившимся Воскресенским кафедральным собором и Покровским храмом поровну. Эти 2500 песо дали возможность несколько ускорить работы по изготовлению каркаса иконостаса (покупка материалов), заказа Царских Врат и дверей.
В 1958 году был построен временный церковный дом, что дало возможность открыть дополнительно 3 класса церковно-приходской школы. За короткий срок к 1959 году число учеников достигло 30 человек и несколько лет держалось на этом уровне.
Архиепископ Буэнос-Айресский и Аргентинский Афанасий (Мартос) благословил подготовить храм к освящению в Неделю Всех Святых 15 (28) июня 1959 года. Ко дню полного освящения был сделан ряд больших, завершающих постройку работ: перекрашены стропила, полы в алтаре, окна, двери, карнизы, стены снаружи и внутри в цвета, гармонирующие с новым иконостасом; покрашены вновь купола и кресты на них; перекрашен вход в храм; вновь окрашена ограда; переделано освещение, распределены иконы, снятые со старого иконостаса и т. п.
15/28 июня 1959 года Архиепископ Афанасий совершил Таинство Освящения Храма и отслужил Литургию в сослужении протоиерея Никифора Соловьёва, настоятеля Покровского храма Сергия Иванова и протодиакона Василия Карклинса. На торжественном богослужении, несмотря на ненастную погоду, присутствовало около 180 человек.
В том же году Свято-Владимировский кружок распался, так как молодёжь постепенно перестала посещать собрания, устраиваемые в церковном доме.
В конце июня 1960 года было основано Братство Духовного Обновления, которым руководил Л. И. Вельбицкий.
В 1962 году состоялся первый выпуск 8 учеников, окончивших школу, и был построен постоянный церковный дом, благодаря чему работа школы стала более нормальной, а её условия более удобными.
В 1964 году было сделано мощение улицы.
В 1965 году отмечалось равнодушие большинства прихожан к жизни прихода и успокоенность их, чем, очевидно, объясняется фактическое прекращение работы Братства Духовного Обновления.
В начале 1967 года было застраховано недвижимое имущество и инвентарь прихода на новое пятилетие с оценкой в два раза выше, чем прежде. Был произведён ремонт и переделка крыши на здании церкви
30 ноября 1967 года в храм была пренесена Курская Коренная икона Божией Матери, а затем почти все дома прихожан и молящихся в храме.
К 1971 году школу при храме посещали всего 7-8 учеников, да и то нерегулярно. Сказалась быстрая ассимиляция. В результате в 1972 году школа, по решению настоятеля, была официально закрыта, хотя продолжалось преподавание Закона Божьего, русского языка и истории, без всяких обязательств со стороны школы и без определённой программы для всех желающих детей.
На шестидесятые, семидесятые и начало восьмидесятых годов пришёлся расцвет духовной жизни прихода, который составлял 120—150 человек. На богослужения приходили в среднем 100—110 верующих. Занятия воскресной школы регулярно посещали более 30 учеников. Проводилась большая благотворительная деятельность.
Храм привлёк к себе и нескольких аргентинцев. Один из них, поэт Гектор Негу, настолько полюбил его, что написал о нём стихотворение, которое было опубликовано в газете «Ля Насьон» в 1973 году.
Многолетний настоятель храма протоиерей Сергий Иванов в 1996 году ушёл на покой, провел последние годы в семье сына в городе Барилоче. Он скончался в мае 1998 года. С 1996 года настоятелем является священник Игорь Булатов, который также являлся настоятелем Храма святителя Гермогена в Кильмесе, причём каждое воскресенье в одном храме совершалась литургия, а в другом обедница, а на следующее воскресенье — наоборот.
2 декабря 2004 года храм посетил Первоиерарх РПЦЗ митрополит Лавр (Шкурла) с Курской коренной иконой Божией Матери.
К концу 2000-х годов на службы приходило не больше пятнадцати, а членов прихода Покрова Пресвятой Богородицы — всего двадцать пять человек. Занятия в воскресной школе к тому времени прекратились из-за отсутствия учеников.
Как написало издание La Nación, «после вторжения на Украину домовладелец выступил против войны, встал на сторону Киева и выгнал их с этого места»..

## Настоятели
- игумен Никодим (1949—1950)
- Протоиерей Николай Черкашин (1950—1951)
- Протоиерей Николай Колчев (1951—1955)
- Иеромонах Корнилий Руднев (1955—1956)
- Архимандрит Савва (Сарачевич) (1956—1958)
- Протоиерей Сергий Иванов (1958—1996)
- протоиерей Игорь Булатов (1996 — 30 августа 2020)[9]